# Kirkko-Surnui
Kirkko-Surnui är en sjö i kommunen Pieksämäki i landskapet Södra Savolax i Finland. Sjön ligger 118,9 meter över havet. Arean är 1,06 kvadratkilometer och strandlinjen är 6,27 kilometer lång. Sjön  ingår i Kymmene älvs huvudavrinningsområde.   Den ligger omkring 77 kilometer norr om S:t Michel och omkring 270 kilometer norr om Helsingfors. 